# Dorcadion abstersum
Dorcadion abstersum är en skalbaggsart som beskrevs av Holzschuh 1982. Dorcadion abstersum ingår i släktet Dorcadion och familjen långhorningar. Inga underarter finns listade i Catalogue of Life.